# Microhedyle
Microhedyle is een geslacht van weekdieren uit de klasse van de Gastropoda (slakken).

## Soorten
- Microhedyle gerlachi Marcus & Marcus, 1959
- Microhedyle glandulifera (Kowalevsky, 1901)
- Microhedyle nahantensis (Doe, 1974)
- Microhedyle remanei (Er. Marcus, 1953)